# Evropská silnice E31
Evropská silnice E31 je evropskou silnicí 1. třídy. Začíná v nizozemském Rotterdamu a končí v německém Hockenheimu. Celá trasa měří 538 kilometrů. E31 cestou protíná několik dalších evropských silnice jako E19, E25, E29, E35, E37, E40, E42, E44, E50, E311. Na trase mezi italskými městy Parma a La Spezia je silnice označena jako E31, přestože se jedná o E33.

## Trasa
- Nizozemsko
  - Rotterdam – Gorinchem – Nijmegen

- Německo
  - Goch – Krefeld – Kolín nad Rýnem – Koblenz – Bingen am Rhein – Ludwigshafen – Hockenheim

## Galerie

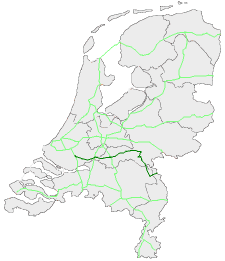
Trasa E31 na území Nizozemska
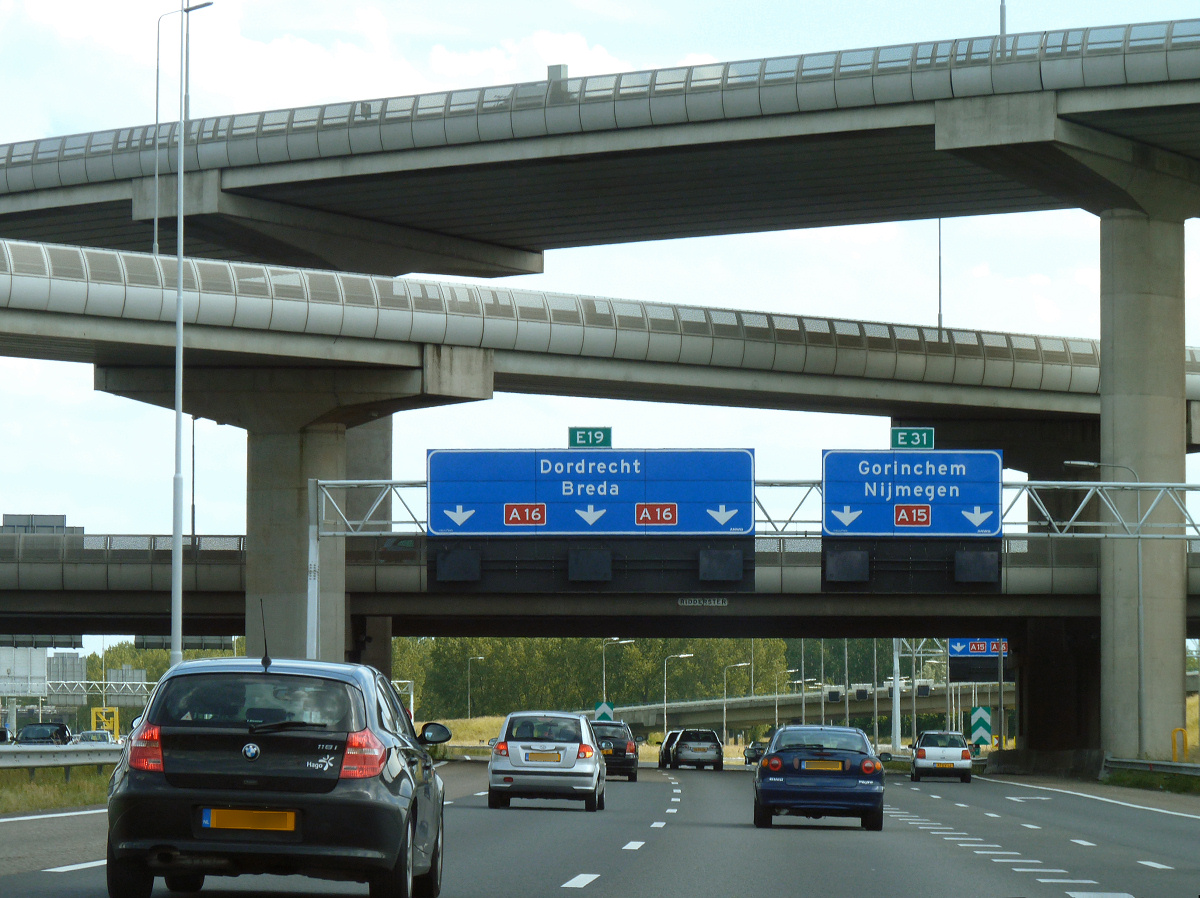
E31 v Nizozemsku
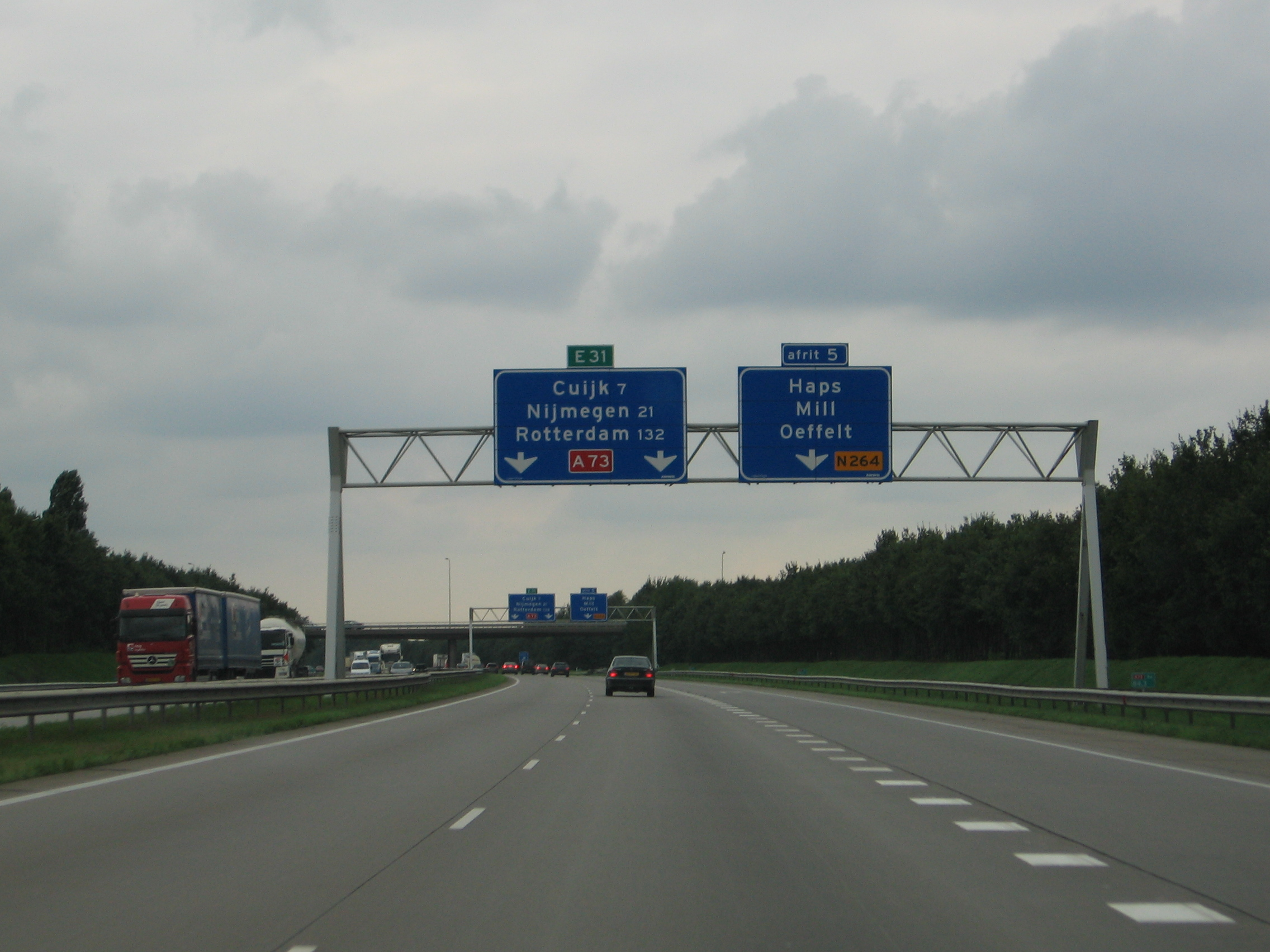
E31 v Nizozemsku
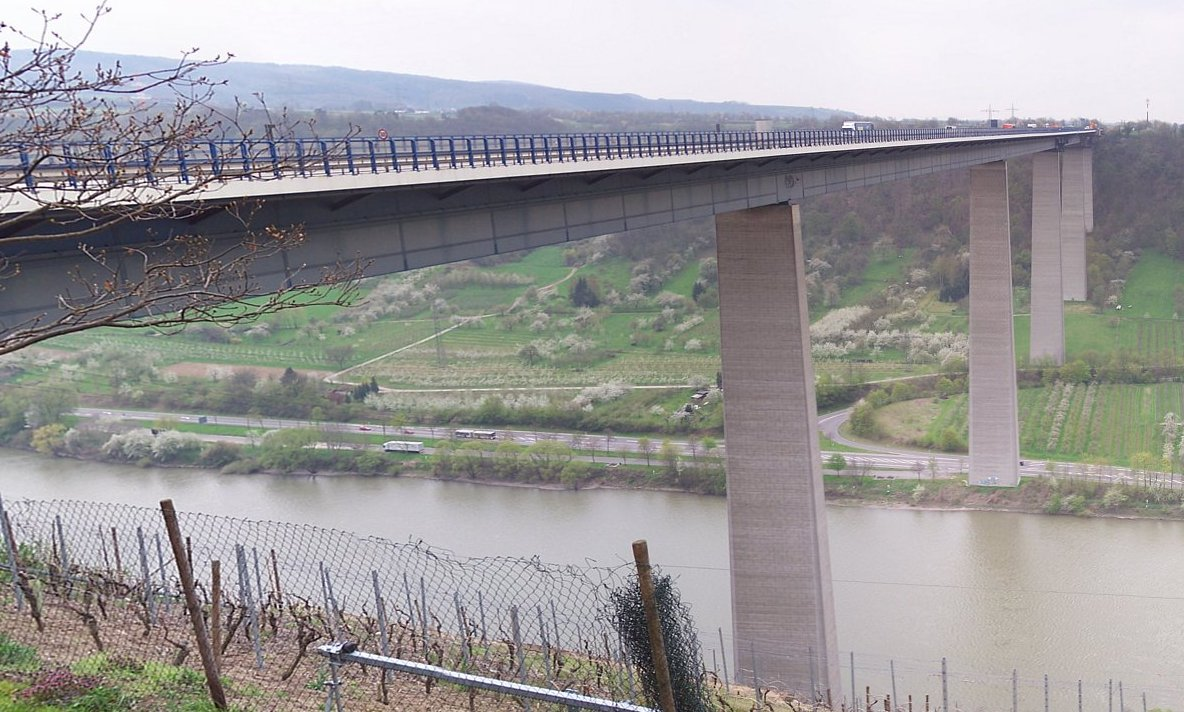
E31 v Německu
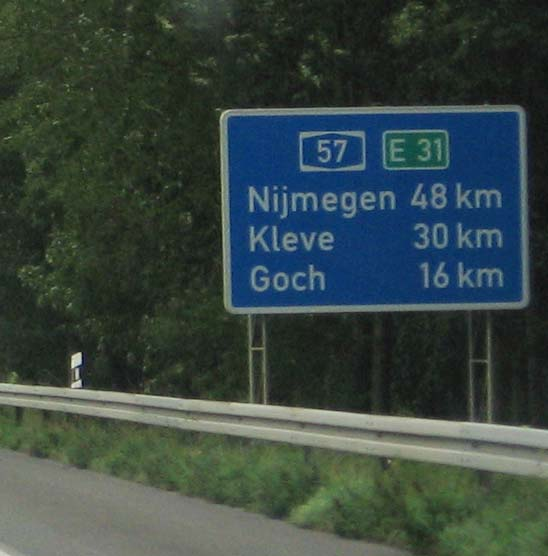
E31 v Německu
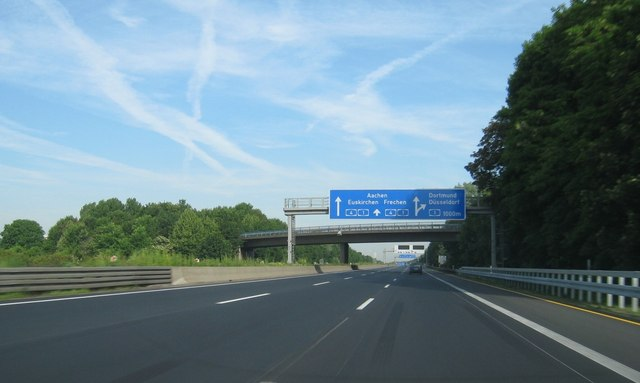
Dálniční křižovatka A1 s A4, Německo